# Fayyum-Becken
Koordinaten: 29° 22′ 0″ N, 30° 47′ 0″ O

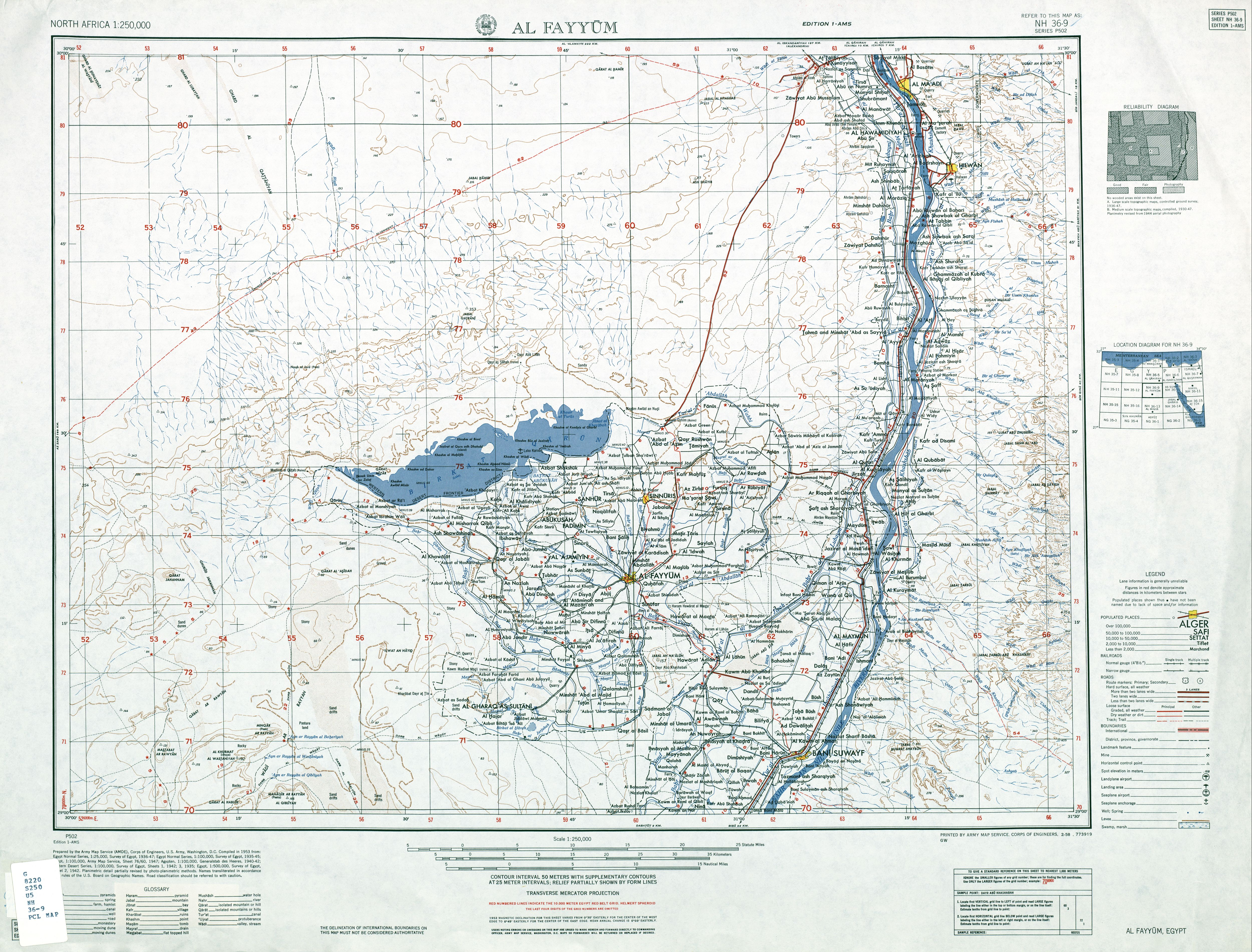
Detail-Kartenblatt mit Fayyum-Becken

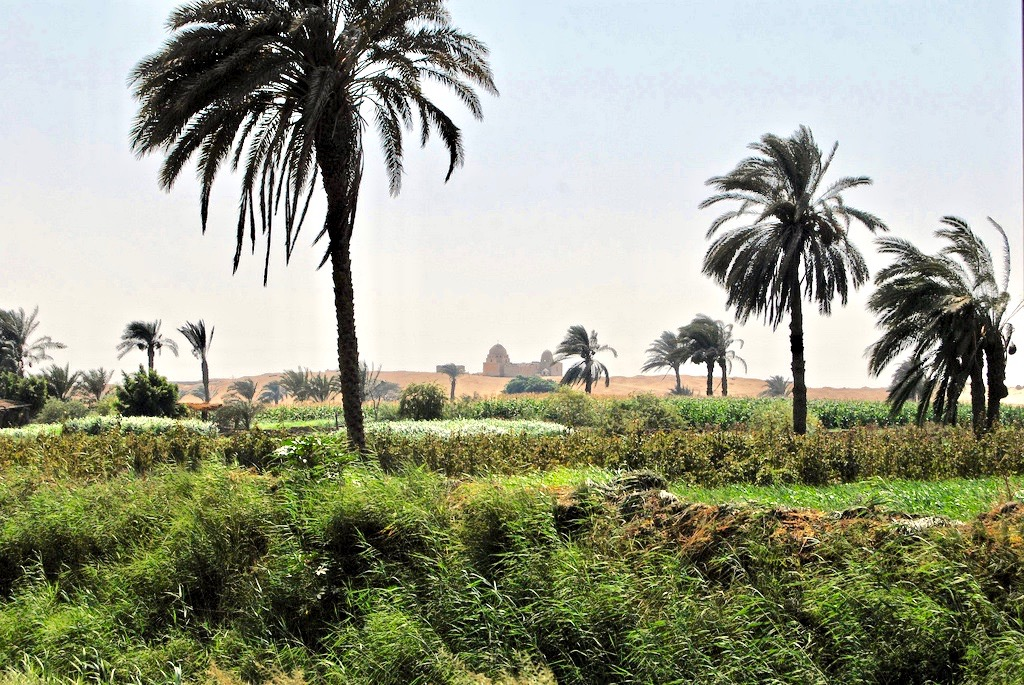
Fayyum-Oase

Das Fayyum-Becken, auch Fajum, Fajjum oder Faijum (arabisch الفيوم, DMG al-Fayyūm; koptisch pa iom „der See“), ist ein oasenartiges Becken im Gouvernement al-Fayyum in Ägypten (Afrika), an das im Nordwesten der Qarun-See anschließt. Dieses Oasen-Gebiet war bereits in antiker Zeit bekannt (Herodot und andere). Es ist zudem Teil der wissenschaftlich bedeutenden Fossillagerstätte Fayyum, deren wichtigsten Fundgebiete nördlich und westlich des Qarun-Sees liegen. Die Fossilien datieren in die Zeit vom ausgehenden Eozän bis in das beginnende Oligozän vor 40 bis 30 Mio. Jahren.

## Geographie
Das Gouvernement hat eine Fläche von 1827 km². Die Bevölkerung zur Volkszählung im Jahr 2006 betrug 2.512.792. Die Flächenangaben für das eigentliche Oasenbecken schwanken zwischen 1270 und 1700 km². Davon sind 1000 kultiviert.
Das Becken, das sich im nordöstlichen Ägypten südwestlich von Kairo und westlich des Nils befindet, ist ringsum von Hügel- und Bergzügen umgeben, die am Beckenrand im Gabal Katrīna („Katharinenberg“) bis 353 m hoch sind, im Hinterland aber noch weiter aufragen. Es steht über ein Tal, in dem der Bahr Yusuf („Josefs-Kanal“) verläuft, mit dem Niltal in Verbindung.
Während sein Südostteil bei Fayyum auf etwa 24 m Höhe liegt, fällt das Gelände des Fayyum-Beckens nach Nordwesten in eine Depression ab, ein bis 45 m unter dem Meeresspiegel liegendes Gebiet, in dem sich der 230 km² große und abflusslose Qarun-See gebildet hat.

## Wirtschaft
Das Fayyum-Becken gilt als „Gemüsegarten Kairos“ und war in prädynastischer Zeit ein Sumpfgelände. Im Mittleren Reich wurden diese Sümpfe unter den Königen Amenemhet II. und Sesostris II. trockengelegt, um das Gebiet für die Landwirtschaft nutzbar zu machen.

## Geschichte
Eine frühe Besiedlung der neolithischen Fayum-A-Kultur bestand im Fayyum-Becken ab etwa 4500 v. Chr.
Pharao Sesostris III. und sein Sohn Amenemhet III. (Regierungszeit 1878 v. Chr. bis 1814 v. Chr.) legten den riesigen Josefs-Kanal an, der den Nil mit den Sümpfen des Fayyum-Beckens verband. Ein ausgeklügeltes System von Dämmen, Stauseen und Seitenkanälen lenkte Wasser aus dem Nil in das Sumpfgebiet des Fayyum und schuf dort den riesigen künstlichen Moeris-See, der 50 Mrd. Kubikmeter Wasser enthielt. „Das Bauprojekt im Fayyum verschaffte dem Pharao die Möglichkeit, den Nil zu regulieren, zerstörerische Überschwemmungen zu verhindern und in Zeiten der Dürre das Land mit wertvollem Wasser zu versorgen. Außerdem machte es aus dem Sumpfgebiet des Fayyum-Beckens, das von unfruchtbarer Wüste umgeben war und in dem es vor Krokodilen nur so wimmelte, die Kornkammer Ägyptens. An den Ufern des künstlichen Sees entstand die neue Stadt Schedet, welche die Griechen «Krokodilopolis» nannten, Stadt der Krokodile. Sie wurde beherrscht vom Tempel des Krokodilgottes Sobek, der mit dem Pharao gleichgesetzt wurde.“
Im Fayyum-Becken befand sich auch das von Herodot und Strabon beschriebene Labyrinth, der Totentempel von Pharao Amenemhet III. aus der 12. Dynastie. Er baute in der Nekropole Hawara die Hawara-Pyramide, der das Labyrinth vorgelagert war. Den Berichten zur Folge soll es mehr als 3000 (Herodot) bzw. mehr als 1500 (Strabon) Räume gehabt haben und laut Herodot haben „die oberen Räume das Maß von Menschenwerk überstiegen“.
Ptolemaios II. ließ zu Anfang des 3. Jahrhunderts v. Chr. griechische Veteranen ansiedeln und stieß so eine erfolgreiche wirtschaftliche Entwicklung an. Griechische Architekten legten zugleich einen künstlichen Stausee an, der genügend Wasser für eine zweite Ernte im Frühjahr lieferte. In der Folge entstanden 40 neue Orte im gesamten Becken.
Im Zuge der ptolemäischen Rekultivierung des Fayyum wurden in größeren Orten umfangreiche Tempelanlagen errichtet. Diese Tempel waren mehrheitlich den lokalen Manifestationen des Krokodilgottes Sobek geweiht, der im Fayyum eine besondere Verehrung erfuhr. Die Tempel und ihre Priester waren Schlüsselakteure im lokalen Sozial- und Wirtschaftsleben, z. B. durch die Organisation religiöser Feste oder den Einkauf lokaler Waren. Noch unter römischer Herrschaft (ab 30 v. Chr.) waren sie deshalb mit verschiedenen, mitunter orts- und tempelspezifischen Privilegien bedacht. Besonders gut lässt sich die Entwicklung der Tempel der Sobek-Kulte in römischer Zeit in Bakchias, Narmuthis, Soknopaiu Nesos, Tebtynis und Theadelphia nachzeichnen, da aus diesen Orten sehr viele schriftliche Quellen (Papyri, Ostraka, Inschriften) zum Alltag der Priester vorliegen. Der Betrieb dieser Tempel lässt sich bis in das frühe dritte Jahrhundert, teilweise auch in das vierte Jahrhundert nachweisen. Die institutionalisierten Sobek-Kulte existierten somit zeitweise neben christlichen Gemeinden, die sich spätestens seit dem dritten Jahrhundert in der Region ansiedelten und bis zum vierten Jahrhundert erste koptische Kirchen in den Siedlungen des Fayyum errichteten. Das koptische Kloster des Erzengels Gabriel (Deir el-Malak Ghobrial), dessen älteste Teile aus dem 5. Jahrhundert stammen, ist das berühmteste und heute wieder aufgebaut.

## Orte
Im Fayyum-Becken befinden sich zahlreiche Orte, darunter sind:
| Stadt           | Transkr.        | arabisch    | Bevölkerung 1996 | Bevölkerung 2006 |
| --------------- | --------------- | ----------- | ---------------- | ---------------- |
| Fayyum          | al-Fayyūm       | الفيوم      | 260.964          | 316.772          |
| Sennures        | Sinnūris        | سنورس       | 68.425           | 82.134           |
| Ibschaway       | Ibšawāy         | إبشواى      | 41.987           | 55.172           |
| Tamiya          | Ṭāmiya          | طامية       | 38.453           | 48.682           |
| Itsa            | Aṭsā            | أطسا        | 37.143           | 46.564           |
| Yusuf as-Siddiq | Yūsuf aṣ-Ṣiddīq | يوسف الصديق | …                | 15.272           |
| Abu Kisah       | Abū Kisāh       | أبو كساه    | …                | …                |